# Akari Fujinami
Akari Fujinami (Yokkaichi, 11 de novembro de 2003) é uma lutadora de estilo-livre japonesa.

## Carreira
Fujinami ganhou a medalha de ouro no evento feminino de 53 kg no Campeonato Mundial de Luta Livre de 2021, realizado em Oslo, Noruega. Ela também ganhou a medalha de ouro em seu evento no Campeonato Asiático de Luta Livre de 2022, realizado em Ulaanbaatar, Mongólia.
Fujinami ganhou a medalha de ouro no evento feminino de 55 kg no Torneio Dan Kolov e Nikola Petrov de 2023, realizado em Sófia, Bulgária. Ela também ganhou a medalha de ouro no evento feminino de 53 kg nos Jogos Asiáticos de 2022, realizados em Hangzhou, China. Ela derrotou Pang Qianyu da China em sua luta pela medalha de ouro.
Em 2024, Fujinami ganhou a medalha de ouro no evento feminino de 53 kg nas Olimpíadas de Verão em Paris, França. Ela derrotou Lucía Yépez do Equador em sua luta pela medalha de ouro.